# Bernhard Schmid (Bildhauer)

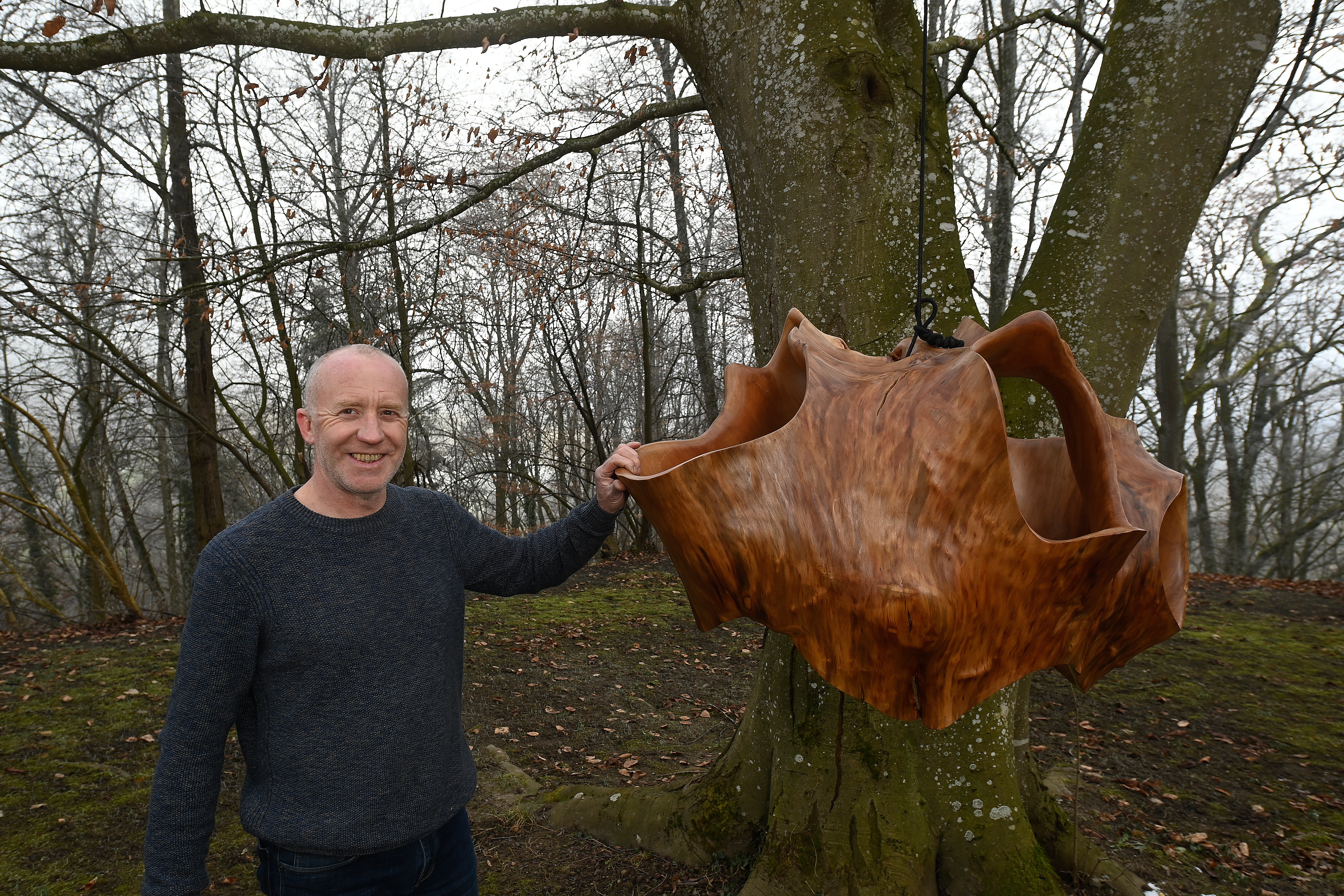
Bernhard Schmid, mit -Baumkrone- 2022

Bernhard Schmid (* 10. September 1966 in Schwabmünchen) ist ein deutscher Holzbildhauer.

## Leben
Bernhard Schmid absolvierte eine Lehre als Schreiner und machte sich 1988 als Möbelbauer und Raumgestalter in Langerringen selbständig. Er lebt und arbeitet seit in einem 1999 von ihm gebauten Holzhaus in der Gemeinde Rettenbach im bayerischen Landkreis Günzburg. 2003 gab Schmid seinen Gewerbebetrieb vollständig auf und arbeitet seither ausschließlich als freischaffender Künstler.

## Werk
Bernhard Schmid sammelt Bäume aus Deutschland, um Stamm und Baumkrone künstlerisch zu gestalten. Er arbeitet mit verschiedenen Hölzern, darunter Kirschbäume, Apfelbäume, Buchen, vor allem mit markanten Stämmen exotischer Bäume wie Mammutbäumen aus dem Stuttgarter Botanischen Garten Wilhelma.
Bekannt wurde Schmid mit großformatigen, aus Baumstämmen herausgearbeiteten und glattpolierten Arbeiten, die als „archaische Riesen, filigrane Kugeln, schemenhafte Gestalten, die immer auch die auf philosophische Tiefe und psychologisches Verständnis angelegten Auseinandersetzungen im Innenleben ihres Schöpfers spiegeln“. Neben den großformatigen Skulpturen arbeitet Schmid auch an kleineren, auf Skizzenbücher aufgezogenen oder gefassten Holzbildern sowie an Lichtinstallationen, Möbeln und kleineren Skulpturen.
Eine der Baumgeschichten und ein Höhepunkt seines Schaffens: der „Jakob Fischer“-Urbaum. Im Juli 2020 vertrocknete der letzte grüne Ast. Am Wintersonnwendtag 2019 träumte Schmid von dem Baum. Im Februar 2021 wurde der Urbaum gefällt. Unter dem Eindruck seiner reichen Geschichte, im „Dialog“ fertigte er daraus verschiedene Skulpturen. Das Leben des Menschen und Baumes „Jakob Fischer“ beschrieb er auch in einem Buch.

## Ausstellungen (Auswahl)
- 2003: Turbolenz, Vermessungsamt Günzburg
- 2006: Pioniergeist, Kloster Banz
- 2007: Ira, Museum der Stadt Schwabmünchen und Ulrichsbasilika in Augsburg
- 2007: Resonanz, Kloster Roggenburg
- 2010: Freiraum, Augsburg
- 2012: 50 Ringe Erfahrung, Friedrichshafen
- 2013–2020: Quinte der Kraft, Ausstellungsreihe in Kloster Holzen, Allmannshofen
- 2014: Mammutbaum – Wilhelma-Saat 1864, Buchvorstellung mit Kunstausstellung, Wilhelma, Stuttgart
- 2015: 150 Jahre Staatsklenge Nagold – 150 Jahre Mammutbaum, Staatsklenge Baden-Württemberg in Nagold
- 2018: Kairos – Chronos – Aion, Vermessungsamt Günzburg
- 2019: Mensch – Baum, Projektkausstellung mit dem Museum Wald und Umwelt in Ebersberg
- 2020: Wendepunkt-Perspektiven - Installation - Christuskirche Burgau
- 2021: berührt sein - Kunstweg in den evagelichen Kirchen der Region Günzburg Konzept und Ausführung
- 2021:  Jakob Fischer, Baum Frucht Mensch, Gemeinde Rottum, Museumsdorf Kürnbach
- 2022: BaumMensch - Holzknechtmuseum, Ruhpolding -  -Getragen - Petruskirche Neu-Ulm
- 2023: Getragen von Wellen – St.-Martin-Kirche Schwabach[4]

## Publikationen
- mit Georg Simnacher: Strukturen der Bäume. Ursus Verlag, 2010, ISBN 978-3-941414-05-1.
- Am Apfelbaum. DRW-Verlag, 2012, ISBN 978-3-87181-870-7.
- Mammutbaum: Wilhelma Saat 1864. DRW-Verlag, 2014, ISBN 978-3-87181-889-9.
- Lichtspuren. DRW-Verlag, 2017, ISBN 978-3-87181-928-5.
- Fülle des Sein. Vorwort: Dr. Theo Waigel, Eigenverlag, 2020  ISBN 978-3-9821635-1-2
- Jakob Fischer, BaumFruchtMensch, Eigenverlag, 2021 nur beim Künstler[5]